# Lubok
Lubok is een bestuurslaag in het regentschap Aceh Barat van de provincie Atjeh, Indonesië. Lubok telt 288 inwoners (volkstelling 2010).